# يوسف هشام
يوسف هشام (من مواليد 27 يوليو 1985) مخرج سينمائي مصري، حصل على ماجستير فنون سينمائية في 2020 من كلية إمرسون ببوسطن.

## سيرة شخصية
تخرج هشام من جامعة مصر للعلوم والتكنولوجيا،  حيث درس البث كما درس الإخراج السينمائي بالتعاون مع الجامعة الأمريكية بالقاهرة، بدأ حياته المهنية كمحرر ومخرج مستقل، وعمل أحيانًأ كمساعد مخرج في أفلام مصرية وأجنبية وبعض الإعلانات.
بدأ مسيرته كمخرج مستقل في عام 2003، حيث أخرج أفلام قصيرة ووثائقية شاركت في مهرجانات دولية ونالت جوائز دولية. أخرج أول فيلم طويل كامل له في عام 2009 وكان حينها أصغر مخرج في تاريخ السينما المصرية في الرابعة والعشرون من عمره.

## فيلموغرافيا
| عام  | فيلم               | ملاحظة                                                                             |
| ---- | ------------------ | ---------------------------------------------------------------------------------- |
| 2005 | بني آدم واسمي خالد | فيلم قصير                                                                          |
| 2005 | مخرجين آخر زمن     | فيلم وثائقي، حصل على جائزة وطنية مشرفة للأفلام، أفضل فيلم وثائقي قصير              |
| 2005 | عن قرب             | فيلم قصير                                                                          |
| 2006 | حلم اسطبل عنتر     | وثائقي                                                                             |
| 2007 | اكبر الكبائر       | فيلم قصير                                                                          |
| 2009 | لمح البصر          | فيلم كامل، جائزة خاصة للجنة التحكيم في مهرجان الإسكندرية السينمائي الدولي عام 2009 |

## روابط خارجية
- يوسف هشام في قاعدة بيانات الأفلام على الإنترنت